# Giacomo Callegari
Giacomo Callegari (Cascina, 26 maggio 1971) è un ex calciatore italiano, di ruolo centrocampista.

## Carriera
Cresce nella Fiorentina con la cui maglia, nella stagione 1989-1990, precisamente nel mese di aprile 1990, ha collezionato 3 presenze in Serie A e 2 in Coppa UEFA, subentrando a gara in corso in tutte e 5 le occasioni.

## Palmarès

### Club

#### Competizioni nazionali
- Serie D: 1

Poggibonsi: 2000-2001
- Campionato Nazionale Dilettanti: 1

Trento: 1997-1998